# Neosciadella
Neosciadella is een kevergeslacht uit de familie van de boktorren (Cerambycidae). De wetenschappelijke naam van het geslacht werd voor het eerst geldig gepubliceerd in 1952 door Dillon & Dillon.

## Soorten
Neosciadella omvat de volgende soorten:
- Neosciadella brunnipes Dillon & Dillon, 1952
- Neosciadella fulgida Dillon & Dillon, 1952
- Neosciadella immaculosa Dillon & Dillon, 1952
- Neosciadella inflexa Dillon & Dillon, 1952
- Neosciadella multivittata Dillon & Dillon, 1952
- Neosciadella obliquata Dillon & Dillon, 1952
- Neosciadella quadripustulata Dillon & Dillon, 1952
- Neosciadella spixi Dillon & Dillon, 1952